# Corb marí de les Kerguelen
El corb marí de les Kerguelen (Leucocarbo verrucosus) és un ocell marí de la família dels falacrocoràcids (Phalacrocoracidae), sovint considerat una subespècie de Leucocarbo atriceps que habita les illes Kerguelen.

## Descripció
El corb marí de les Kerguelen fa 65 cm de llargada amb una envergadura de 110 cm, cosa que el converteix en el corb marí d'ulls blaus més petit. Les parts superiors, la cua i les cuixes de l'adult són d'un negre verdós metàl·lic; la part inferior del cos fins a la gola és blanca; i els folres de les ales són marrons. Alguns individus tenen pegats blancs a l'esquena i a les ales. El cap i la part posterior del coll són de color blau fosc o porpra, excepte per un pili negre que arriba per sota de l'ull fins a la barbeta i les cobertores de les orelles. La cara i la bossa de la gola són de color marró fosc, ornamentades amb caruncles groc-taronges per sobre de la base del bec. El bec és de color camussa o marró; els ulls són de color avellana. Les potes i els peus varien del marró fosc al rosa brillant amb taques fosques. Els adults reproductors tenen una petita cresta erèctil negra en el front i un anell blau brillant al voltant de l'ull. Després de la temporada de cria, el plomatge s'esvaeix, l'anell ocular es torna blau plom i les carúncules es tornen més petites i de color més apagat.
Els juvenils són de color marró fosc amb quantitats variables de blanc a la part inferior i l'iris, bec i potes marrons. No tenen carúncules i els anells oculars són de color blau plom. Adquireixen el plomatge adult gradualment.
A diferència de molts corbs marins, aquesta espècie no desplega les ales quan està posada per eixugar-les.

## Distribució i hàbitat
Aquesta espècie nia a la costa de Grande Terre (l'illa principal de l'arxipèlag), a les illes costaneres i a les illes del Golf de Morbihan. S'alimenta al mar per tot l'arxipèlag, generalment a menys de 6 km de la costa i especialment en badies i entrants, tot i que rarament s'han vist immadurs fins a 80 km. Els albiraments a l'illa Heard i l'oest d'Austràlia poden ser d'ocells assistits per vaixells.

## Alimentació
El corb marí de les Kerguelen presumiblement menja principalment peixos i invertebrats com equinoderms, crustacis i cucs poliquets. A l'estiu s'alimenten principalment sols, però de maig a octubre formen estols lineals de diversos centenars, submergint-se i emergint seqüencialment al llarg de la línia.
A l'estiu austral s'alimenta algues, de vegades del fons marí.

## Reproducció
Aquesta espècie es reprodueix en colònies, generalment de 3 a 30 parelles, però ocasionalment fins a 400. Les colònies poden ser properes a les del pingüí salta-roques meridional (Eudyptes chrysocome). El període de construcció del niu i exhibició de festeig a finals de març i principis d'abril, un moment inusual per a un corb marí subantàrtic. Els mascles s'exhibeixen llançant el cap enrere fins que el clatell toca la cua. Els nius són cons d'algues, branquetes i herba units amb fang i guano, de fins a 1 metre d'alçada i 33 cm de diàmetre, amb una copa de 20 cm de diàmetre i 8 cm de profunditat mitjana. Els nius que sobreviuen poden ser reutilitzats, potser no per la mateixa parella. L'activitat reproductora comença ja al setembre, però la posta sol començar en algun moment des de finals d'octubre fins a finals de novembre i dura fins a mitjan gener; els temps varien considerablement entre les colònies. La posta comprèn de dos a quatre ous, d'uns 6,2 cm de llarg i 3,9 cm d'ample. El segon ou es pon 2 o 3 dies després del primer. Tots dos pares incuben durant una mitjana de vint-i-nou dies. Tots dos protegeixen els pollets de la depredació de paràsits, gavines i coloms antàrtics, que, tanmateix, capturen alguns pollets. Al nàixer, els pollets són negres amb la gola rosada i desenvolupen un plomissol marró negre amb flocs blanc grisencs. Es desconeixen altres aspectes del comportament reproductiu i l'èxit.
La població era d'unes 6.000 a 7.000 parelles entre 1984 i 1987. Les interaccions amb els éssers humans i els mamífers introduïts no semblen estar perjudicant la població.

## Taxonomia i etimologia
Aquesta espècie s'ha classificat en els gèneres Halieus, Hypoleucos, Notocarbo, i Leucocarbo. Altres el situen al gènere Phalacrocorax. S'ha considerat coespecífic com subespècie del corb marí imperial. El Manual dels ocells del món (Handbook of the Birds of the World) i altres autoritats el consideren espècie de ple dret i monotípic, és a dir, no té subespècies.
S'ha suggerit que el corb marí de Heard (Leucocarbo nivalis) pot visitar les Kerguelen i que els corbs marins de les Kerguelen amb pegats blancs a les ales o al dors són el resultat d'hibridació.
L'epítet verrucosus significa “ple de berrugues”, referint-se als ornaments facials.